# Huonia thalassophila
Huonia thalassophila är en trollsländeart som beskrevs av W. Foerster 1903. Huonia thalassophila ingår i släktet Huonia och familjen segeltrollsländor. Inga underarter finns listade i Catalogue of Life.